# Stanisław Warzeszak
Ks. prof. Stanisław Warzeszak (ur. 12 listopada 1958 w Kiczorach, zm. 24 sierpnia 2017 w Warszawie) – polski duchowny rzymskokatolicki, profesor nauk teologicznych. Kapłan archidiecezji warszawskiej, profesor Papieskiego Wydziału Teologicznego (PWT) w Warszawie i Uniwersytetu Kardynała Stefana Wyszyńskiego (UKSW) w Warszawie, proboszcz parafii Niepokalanego Poczęcia Najświętszej Marii Panny w Warszawie na Wrzecionie.

## Życiorys
Urodzony w 1958 r. w Kiczorach na Orawie, ukończył studia filozoficzno-teologiczne w Wyższym Metropolitalnym Seminarium Duchownym (WMSD) w Warszawie, afiliowanym przy Akademickim Studium Teologii Katolickiej (ASTK) w Warszawie. Uzyskał doktorat  z teologii po studiach doktoranckich w Instytucie Katolickim (ICP) w Paryżu w 1991 r. nostryfikowany na Papieskim Wydziale Teologicznym w Warszawie w 1997 r. Doktorat z filozofii uzyskał po studiach doktoranckich na Uniwersytecie Świętego Krzyża (USC) w Rzymie w 2000 r. nostryfikowany w UKSW w 2001 r. Stopień doktora habilitowanego z teologii moralnej w zakresie bioetyki otrzymał na Uniwersytecie Kardynała Stefana Wyszyńskiego (UKSW) w Warszawie w 2004 r. W 2009 prezydent Lech Kaczyński nadał mu tytuł profesora nauk teologicznych.

## Twórczość
Stanisław Warzeszak jest autorem siedmiu książek dotyczących tematyki bioetycznej. Dwie spośród nich analizują twórczość Hansa Jonasa z perspektywy teologii katolickiej:
- Odpowiedzialność za życie. Próba zastosowania w etyce życia Hansa Jonasa zasady odpowiedzialności, Warszawa, WAW 2003.

- Etyka odpowiedzialności za życie. Studium analityczno-krytyczne bioetycznej myśli Hansa Jonasa, Warszawa, WAW 2008.